# Revolta de Santo Amaro

A Revolta de Santo Amaro foi um conflito armado ocorrido em novembro a dezembro de 1836, na província de Sergipe d´El Rei, envolvendo os líderes do partido Conservador (partido corcunda, legal ou rapina) contra  líderes do partido Liberal (partido camondongo), motivado pela falsificação das atas da eleição geral na província para deputado a assembleia legislativa, o que provocou a alteração do resultado em favor dos conservadores, e que culminou no cerco e assalto da cidade de Santo Amaro das Brotas.  

## A Fraude Eleitoral
Nas eleições provinciais de 1836 para deputado da assembleia legislativa, os partidos aristocráticos rivais Conservador (liderado por Sebastião Gaspar de Almeida Boto) e Liberal (liderado por Antônio José da Silva Travassos) anunciaram suas candidaturas. 
O próprio Sebastião Gaspar Boto e Antônio Fernandes da Silveira representavam os conservadores, apoiados pelo presidente da província Bento de Melo Pereira (cunhado de Sebastião Boto). Manoel Joaquim Fernandes de Barros (1º vice-presidente) e Manoel Joaquim de Souza Britto representavam os liberais.
Durante a apuração nos colégios eleitorais, verificou-se grande maioria de votos em favor dos liberais; faltando somente o colégio de Lagarto para a finalização da eleição. Em vista do resultado desfavorável à presidência, a câmara apuradora interrompeu a contagem e aguardou a demorada e suspeita ata do colégio de Lagarto. Uma vez recebida, a ata foi acusada de ter sido falsamente elaborada pois citava 3.627 votos em favor dos candidatos conservadores, o que reverteu o resultado das urnas.
Os partidários dos liberais iniciaram protestos em frente ao palácio da presidência da província, e enviaram indignações documentadas solicitando anulação das eleições. Mas foram ignorados ou sofreram retaliações. Alguns prejudicados então começaram a planejar um movimento armado a fim de depor o então presidente e substituí-lo pelo seu 1º vice (Manoel Fernandes de Barros, do partido dos liberais) que contudo reprovava a insurreição, uma vez que mantinha um relacionamento conciliador e de apoio ao presidente.

## Assalto aos Quarteis
A rebelião ficou sediada em Santo Amaro das Brotas, de onde saíram vários grupos no dia 15 de novembro de 1836 que assaltaram o Quartel do Destacamento do Aracaju e o Quartel de Laranjeiras roubando armas e munições. Em 18 de novembro outro assalto foi tentado ao Quartel da Vila de Capela, sem sucesso.
Bento de Mello requisitou a força armada da guarda nacional e polícia de várias localidades da província para concentrá-la na capital São Cristóvão. No entanto a presidência encontrou pouco apoio nas várias regiões da província; as tentativas de recrutamento e convocação de forças foram vergonhosas, alegavam-se as mais diversas desculpas. No entanto, o corpo municipal de Maruim e o de Rosário (comandado pelo Cel. Sebastião Gaspar Boto) permaneceram fiéis ao presidente. Além disso, em 21 de novembro daquele ano; o presidente sergipano requisita oficialmente ao presidente da Bahia, Francisco de Sousa Paraíso o auxílio de tropas e armas (50 praças, 100 armas, 20 barris de pólvora, 4000 cartuchos e uma peça de artilharia com sua respectiva guarnição), a serem enviadas a Sergipe por meio de embarcação fretada, a sumaca (barco) Nossa Senhora do Carmo.

## Ataque a Rosário e Laranjeiras
Em 20 de novembro, uma força de mais de 400 homens armados e favorecidos de duas peças de artilharia atacou a vila de Rosário do Catete a fim de desalojar o líder conservador Cel. Sebastião Boto. As forças rebeldes tomaram as entradas da vila e uma peça de artilharia disparou contra o quartel general de Boto, que bateu em retirada não chegando a oferecer resistência. Após o ataque, os rebeldes retornam a vila de Santo Amaro, para reabastecimento e incorporação de novas forças, agora já totalizando mais de 600 homens armados.
Na vila de Laranjeiras reuniam-se as forças provinciais, contando com mais de 1000 homens armados e algumas peças de artilharia reunidas com muito custo pelos chefes legalistas.
As forças rebeldes mais uma vez marcharam em direção a vila de Laranjeiras, ficando acampados a duas léguas (aprox. 13 Km) de sua sede. Antes de estabelecido o plano de assalto a vila, realizou-se uma conferência de mediação entre os líderes dos legalistas e rebeldes; onde os insurrectos se comprometiam a depor as armas se a presidência da província considerasse as arbitrariedades do governo e irregularidades do pleito e se comprometesse a nova e legítima apuração da ata do colégio eleitoral de Lagarto.
A proposta de conciliação foi levada aos partidários conservadores e ao governo, e as forças rebeldes se dispersaram e retornaram a Santo Amaro para depor as armas. 
No entanto, os rebeldes foram acusados de infringir as cláusulas do pacto: segundo ofícios da presidência, reuniam-se na vila de Santo Amaro novo destacamento de mais de 100 homens a fim de assaltar a vila de Maruim e surpreender o pequeno destacamento local; além disso, segundo o mesmo governo, em 16 de dezembro os armamentos cedidos pela província da Bahia e mantidos em boa guarda, quase foram roubados da embarcação Nossa Senhora do Carmo, porém um marinheiro foi assassinado. Se legítimas ou não as acusações, nada foi comprovado, mas o governo provincial continuava a armar-se.

## Cerco a Santo Amaro
Em 19 de dezembro de 1836 (15 e 16 segundo outras fontes) um grande contingente armado iniciou cerco a Santo Amaro; sob o comando do Cel. Sebastião Boto as tropas foram divididas em 3 corpos que um a um invadiam a vila. Os rebeldes foram tomados de surpresa, estavam pouco armados e com pequeno número de combatentes; após breve luta, os sobreviventes debandaram.
Os demais contingentes da força legal então invadiram a vila, saquearam o comércio e os domicílios, prenderam ou mataram os feridos. Quando da retirada das tropas, deixaram um pequeno destacamento para manutenção da ordem. Os líderes rebeldes do partido liberal fugiram e buscaram asilo fora da província. Porém ainda havia resistência local de vários rebelados, e a inquietude na vila permanecia.
Bento de Mello faz uma segunda requisição de auxílio bélico (100 praças, 2 peças de artilharia e 1 barca de guerra) a província da Bahia (que chegou em 11 de janeiro de 1837), e continua e recrutar forças para debelar a insurreição. Um novo levante surgiu em Santo Amaro, e a presidência ordenou novo ataque a vila com uma força de 400 homens que emboscaram os rebeldes, em menor número, e os dizimaram com fogo cerrado.
Os levantes pareciam não ter fim, em parte pela manutenção do resultado fraudulento das eleições, em parte pelo empenho dos conservadores em punir seus opositores asilados em Alagoas, iniciando inúmeros processos e condenações contra os líderes revoltosos. O Império intervém então no clima de desordem em que se transformou a província. Bento de Mello é afastado da presidência e o Governo Imperial nulifica por decreto as eleições de Sergipe.
É publicada a lei de anistia de 25 de fevereiro de 1837; onde ficavam suspensos os processos e condenações contra os comprometidos na revolta de Santo Amaro, excetuando-se no entanto os líderes da revolta, para satisfazer aos interesses dos partidários conservadores. Os líderes do partido liberal continuaram a ser perseguidos politicamente e em processos em juízo por muito tempo.

## Ligações Externas
1. Thétis Nunes, Maria. Insurreição de Santo Amaro das Brotas - antecedentes. Revista do Instituto Histórico e Geográfico de Sergipe, Aracaju, nº31; pg 127-137; 1992.